# ゲーニッツ (KOF)
ゲーニッツ (Goenitz) は、SNK（SNKプレイモア）の対戦型格闘ゲーム『ザ・キング・オブ・ファイターズ』に登場する架空の人物。

## キャラクター設定
『ザ・キング・オブ・ファイターズ』（以下『KOF』と表記）の第3作目である『KOF'96』（以下『'96』と表記）の最終ボスとして初登場。地球意思・オロチに仕える「オロチ八傑集」と呼ばれる8人を構成する1人である。そのうち4人は「オロチ四天王」と呼ばれ、ゲーニッツはその四天王の一角を担う。「吹き荒ぶ風のゲーニッツ」の異名を持つ。
『'96』の中ボスである神楽ちづる同様、MVS版やネオジオROMカセット版でも隠しキャラクターとして使用できる予定であった。
『'96』では、ゲーム中のデモやロード画面、公式イラストなどで瞳孔が垂直のスリット型に描かれている。

### 人物
ちづるの姉である神楽マキを殺害して封印されているオロチの長を解放したほか、レオナ・ハイデルンの血を覚醒させて彼女の父でもあるガイデルとその妻を殺害させた。オロチ一族の正装である牧師に見える服で人を諭すように丁寧な言動をとる礼儀正しい男だが、目的遂行のためには平気で人を殺す冷酷さを兼ね備えている。その行動理念はすべてオロチの意思に従ってのもので、普段のゲーニッツは冷徹非情というわけでもない。また、戦闘中においても言葉遣いの丁寧さは変わらない。
普段は本物の牧師の姿をしているが、キリスト教への信仰などはない。オロチを神と見立てた牧師などではなく、普段は本物の牧師の仕事に就いている。これは彼個人の趣味か何か興味がある所がその宗教にあったからであり、オロチと牧師の仕事として扱う宗教は別個の物と考えている。
『'96』の八神チームの中間デモにおいて、同じオロチ一族のマチュアとバイスはゲーニッツを裏切る行動をとっているが、当のゲーニッツは「八神の血に惹かれるのはオロチの血に惹かれるのと同じこと」としてその行動を許している。
他のオロチ四天王である七枷社たちからも一目置かれるほどの高い戦闘能力を持ち、若い頃に当時25歳であったルガール・バーンシュタインの片目を潰している。この行動は、オロチの力を横取りしようとしたルガールに対する報復と、オロチの力が常人に与える影響を知るための実験を兼ねていた。またルガールをオロチの依り代に使える可能性も考慮していた。
サイコソルジャーチーム（麻宮アテナ、椎拳崇、鎮元斎）のデモでは、鎮から「ルガール以上」と評されていた。また、『'96』の開催前の野試合では、草薙京に圧勝している（京はこの敗北がきっかけでもう一度修行をやり直し、「最終決戦奥義 “無式”」を会得する）。
新世界楽曲雑技団のスタッフ曰く、四天王の各々に作曲された4曲を「オロチ四天王組曲」と呼び、ゲーニッツの専用BGM「TRASH HEAD」は繁栄をイメージしている。

### 人間に対する態度
オロチの復活を目論むゲーニッツはその障害となる「三種の神器」を根絶やしにすべく、決勝戦終了後の『'96』大会の会場に乱入して京・八神庵・ちづるの3人を抹殺しようとした。しかし、庵の紅い炎の「八酒杯」で動きを封じられ、京の「大蛇薙」で倒された。三種の神器チーム以外のEDの場合、敗北後に自らの風の力で自害する（ゲーニッツ本人がプレイヤーキャラクターの場合は、ちづるが仕掛けた鏡の術によって自らがダメージを受ける設定で息絶える）。
サイコソルジャーチームのデモでは、オロチ復活の原因になった人間を守ることの意味について3人に問いかけた。ゲーニッツは3人が「人間を守ることを『正義』と勘違いして戦ってます」と指摘し、「人間は地球に巣食う害虫である」と言い放ち、「そんな害虫同然の存在を守る価値がありますか?」と問いかけているが、アテナはゲーニッツの問いかけに対して「人間には未来があり、まだ遅くはないはずです」と言い返した。ゲーニッツは敗北後も「人間のために戦ってきたことをあなた方は後悔することになります」と話しているが、アテナは「後悔しません」「人間はいつか変わります」と言い返している。
キム・カッファン率いる韓国チームに対しても、キムの傍らにいるチャン・コーハンとチョイ・ボンゲがキムに出会う前と全く変わっていないことを見抜いて指摘すると、チャンとチョイは咄嗟にごまかした。だが、そのことを看破できず「でたらめを言うな」「2人は更生している」と反論するキムに対して、ゲーニッツは「おめでたい人」と呆れている。

### その後
『KOF'97』ではレオナの回想シーンに登場して、レオナにオロチ一族としての覚醒を促す描写が見られる。
『KOF'98』では、エディットチームでルガールを倒した後に流れるスタッフロールの最後に出場キャラクターが総出で登場するが、その中にゲーニッツも姿を見せている。
『KOF2000』では、レオナのアナザーストライカーとして登場、相手の位置を捕捉して「よのかぜ」を仕掛ける。
プレイステーション2版『KOF2002』（以下『2002』と表記）及び『KOF2002 UNLIMITED MATCH』（以下『2002UM』と表記）では隠しキャラクターとして、『KOF'98 ULTIMATE MATCH』（以下『'98UM』と表記）ではゲーニッツルートの最終ボスとして登場する。

### 本編以外
ゲームボーイアドバンス作品『KOF EX2』では、ゲーニッツの配下であるグスタフ・ミュンヒハウゼンが「十種神宝」の天羽忍にゲーニッツの魂を宿し転生させようとするという設定がある。
『SNK VS. CAPCOM SVC CHAOS』（以下『SVC CHAOS』と表記）では乱入キャラクターかつ隠しキャラクターとして登場し、業務用でプレイヤーキャラクターとして初登場する。
『Days of Memories 2 〜僕の一番大切な君へ〜』では主人公の通う大学の教授として登場。『KOF』のオロチ編を基にしたシナリオでは『KOF』同様オロチ復活のために暗躍する。

#### 派生キャラクター
『THE KING OF FIGHTERS '98 ULTIMATE MATCH Online』では、『SVC CHAOS』においてデミトリ・マキシモフのミッドナイトブリスによって女体化された際の姿である「ゲーニッツ（女）」がゲーニッツの裏キャラクターとして登場する。プロフィールのほとんどが元となったゲーニッツから変更されており、出身地はイタリア、年齢は17歳、身長・体重は165cm・50kg、スリーサイズはB88・W55・H102と設定されている。
アプリ『THE KING OF FIGHTERS ALLSTAR』では先述のゲーニッツ（女）とは別デザインの「プリティー・ゲーニッツ」が登場する。女性になったことで身長は変化しているが、それ以外のプロフィールはオリジナルと同一となっている。

## 他のメディアでのゲーニッツ
『コミックゲーメスト』に掲載された『ゲーニッツ外伝 THE KING OF FIGHTERS'96 ミレニアム・ゼロ』（著：天獅子悦也）は、先述の当時18歳のゲーニッツを主人公に置いた外伝作品で、当時25歳のルガールとの戦闘が描かれている。ルガールをギースとクラウザーに並ぶ「オロチ復活の先触れとなる『3匹の蛇』の一角」と見込み、マチュアとバイスを伴ってルガールの空母を急襲、ルガールにオロチの力を与える代わりに彼の右目を奪い、オロチからの力を受け取るための媒介として少女時代のマチュアとバイスを彼に仕えさせた。この作品では手を触れずに周りの人間の肺から空気を抜き、風で銃弾や神経ガスを躱し、艦内の鋼板をねじ曲げてルガールを拘束するなどといった芸当を行っている。
コミック版『KOF京』（著：夏元雅人）では、ちづるにオロチの技を封印されただけであり、死んではいない。
鷹岬諒の『ザ・キング・オブ・ファイターズG（ギガ）』では、『'96』のストーリー通りKOF開催前の野試合で草薙京に完勝するが、本ストーリーではこの野試合での敗北がきっかけとなって主人公チームが崩壊し、マチュアとバイスはエディットチームを結成する契機として利用している。また、KOFが始まったあとも1回戦から会場を訪れており、偶然すれ違った不知火舞に暗黒パワーを注入し凶暴化させている。マチュアの結成した京チームとバイスの結成した八神チームが激突する2回戦の途中、会場に紛れ込んでいたゲーニッツは暗黒パワーを開放、客席にいる一般人は息が出来ず苦しみだし、精神力の弱い格闘家が我を忘れて凶暴化する地獄絵図を作り出し、乱入する。自身の周りに風の結界を作り出し、その中で京を圧倒するも、アテナのテレポートで結界内に現れた庵と京の攻撃により最終的に倒された。

## ゲーム上の特徴
初登場となる『'96』では、通常技はキャンセルが効くものが少なく、キャンセルで連続技にできるのは「やみどうこく」のような一部の技に限定される。任意の場所に竜巻を発生させ、相手の接近を容易に許さない「よのかぜ」が主力武器。また、『'96』では超必殺技を体力ゲージに関係なく出すことが可能という、非常に優遇された性能である。「やみどうこく」はコマンドが長いが有効間合いが広く、威力も高い強力なコマンド投げである。

## 技の解説
ゲーニッツの技は日本名にキリル文字（大文字）を当てた独自の表記がなされる（概ね日本語のキリル文字表記に沿っているが一部例外あり）。これはほかの四天王（乾いた大地の社、荒れ狂う稲光のシェルミー、炎のさだめのクリス）も同様。また、一部八神流古武術と共通する名のついた技がある。

### 通常投げ
МЭЙФУ НО МОН（めいふのもん）
相手の体を前方に素早く叩き付ける。
СОКАЦУСАЦУ（そうかつさつ）
相手の首を持ち上げて連続で締め上げてから反対側に叩き付ける。

### 特殊技
УРАНАГИ（うらなぎ）
素早い動作で斜め下向きに裏拳で殴る技。『'98UM』及び『2002UM』で実装されている。

### 必殺技
ЁНОКАЗЭ（よのかぜ）
片手の指を振り上げ、任意の場所に竜巻を発生させる。このキャラクターの独特の戦術を成立させている技で、接近する相手を寄せ付けない目的として使うことで抜群の性能を持つ。
『'96』ではクラウザーの「カイザーウェイブ」以外の飛び道具を全て掻き消す。『'98UM』ではダウン追撃判定がある。
ВАНГЁ ТОКОБУСЭ（わんひょう とこぶせ）
自分の前方に連続ヒットするかまいたちを発生させる。性質はバイスの「アウトレイジ」とほぼ同じ。『'98UM』のみ相手をロックしてヒットするようになっている。
ВАНГЁ МАМЭЦУ（わんひょう まめつ）
自分の前方斜め上に連続ヒットするかまいたちを発生させる。攻撃位置が高く、早めに（やや先読みで）出せば対空としても機能する。『'96』では後述の「やみどうこく」の暴発で出がちな技であったが、『SVC CHAOS』などではコマンドが変更されて暴発することはなくなった。この技も『'98UM』では相手をロックするようになっている。
ГЁГА（ひょうが）
弱では低い姿勢で、強では低く飛びながら前方へ高速移動する。移動中に姿を消し、その間はゲーニッツ本体の食らい判定が無くなる。姿を現してから着地するまでは無防備。
СИНАОИХАНА СЭИРАН（しんあおいはな せいらん）
『SVC CHAOS』で追加され、『2002（UM）』でも使用。3回連続で引き裂き攻撃をする。
技名に含まれる「葵花（あおいはな）」は八神流古武術の技。
СИНКОТОЦУКИ СОГА（しんことつき そうが）
『'98UM』のみ使用。滑るように突進して片手を振り下ろし、さらに反対側の手で掴み上げ竜巻を浴びせて吹き飛ばす。
技名に含まれる「琴月（ことつき）」は八神流古武術の技で、草薙流古武術にも存在する。

### 超必殺技
ЯМИДОКОКУ（やみどうこく）
相手の頭を片手で掴み上げ、巨大な竜巻で包み込んでダメージを与えるコマンド投げ。『'96』では有効間合いは非常に広く、体力ゲージが点滅&パワーMAX状態で決めると体力の半分以上を奪う。『SVC CHAOS』以降の作品では投げ間合いが狭くなり、威力が低下するなど弱体化している。『'98UM』では『'96』の性能に準じているが、空振りした時の硬直時間が長くなった。なお、『'96』でゲーニッツが通常技から連続技に組み込める必殺技はこの技のみで、『SVC CHAOS』でもこの技と前述の「せいらん」しか連続技にできず、コマンドが長い分難しい。CPUゲーニッツに接近した状態で隙を見せると、確実にこの技を決めてくる。
真八稚女・МИЗУЧИ（しんやをとめ・みずち）
『'96』及び『'98UM』で実装。「ひょうが」のモーションで相手に向かって突進、ヒットすると連続攻撃を叩き込み、最後は「そうかつさつ」のモーションで相手を叩き付ける。『'96』では「やみどうこく」同様、体力ゲージに関係なく出すことが可能なほか、この技をガードさせて「やみどうこく」に連係できるという反則的な使い方が可能。
技名に含まれる「八稚女（やをとめ）」は八神流古武術の技であり、元々オロチ一族の技であった「八稚女」を八神一族がアレンジして八神流古武術の技としたとされている。この技と下記の「じっそうこく」のみ、例外的に「真八稚女」の部分がキリル文字ではなく漢字で表記されている。
真八稚女・ЖИССОКОКУ（しんやをとめ・じっそうこく）
体力ゲージが点滅し、かつパワーゲージが満タンの状態で「みずち」のコマンドを入力すると、この「じっそうこく」という技が出る。「ひょうが」のモーションで突進するのは「みずち」と同じであるが、コマンドを入力すると、姿を消して突進するのが相違点で、姿が消えている間は食らい判定もなくなる。ヒットすると相手を竜巻に包み込んで連続攻撃する。止めには「そうかつさつ」のモーションから相手を掴んだままジャンプし、落下した勢いで相手を叩き付ける。乱舞攻撃の速度が「みずち」よりも速くなり、攻撃回数が増える分ダメージも増えるため、技の性能は「みずち」よりも高い。
『SVC CHAOS』ではEXCEED、『2002』ではMAX2、『2002UM』ではMAX超必殺技となっている。
ФУУДЗИН ИБУКИ（ふうじん いぶき）
『SVC CHAOS』で追加され、『2002』と『2002UM』でも使用する。前方に突進し、突進がヒットすると「せいらん」のモーションで攻撃し、最後に竜巻を発生させて攻撃する。『SVC』と『2002UM』では通常の超必殺技で、『2002』のみMAX超必殺技。
ИБУКИ НАГАЁ（いぶき ながよ）
『2002UM』で追加されたMAX2。自らを中心に巨大な竜巻を出現させ、相手を引き寄せる。近距離ヒット時は相手を高く巻き上げる。間合いの外では追加入力で竜巻を前方に飛ばすことも可能。

### ストライカー動作
ЁНОКАЗЭ（よのかぜ）
相手の位置を捕捉して画面端から現れ、間を置いてから「よのかぜ」を発動する。食らった相手は上に吹き飛び、そこに追撃が可能。攻撃が出るまでに時間がかかる。

## 登場作品
- ザ・キング・オブ・ファイターズシリーズ
  - ザ・キング・オブ・ファイターズ'96
  - ザ・キング・オブ・ファイターズ'97（怒チームの中間デモおよび日本チームのエンディング）
  - ザ・キング・オブ・ファイターズ'98（特定のエンディング）
  - ザ・キング・オブ・ファイターズ2000（レオナのアナザーストライカーとして）
  - ザ・キング・オブ・ファイターズ2002（プレイステーション2版のみ）
  - ザ・キング・オブ・ファイターズ2003（エディットチームの真エンディング）
  - ザ・キング・オブ・ファイターズ'98 ULTIMATE MATCH
  - ザ・キング・オブ・ファイターズ2002 UNLIMITED MATCH（家庭用のみ）
  - ザ・キング・オブ・ファイターズ'98 ULTIMATE MATCH　ONLINE
  - ザ・キング・オブ・ファイターズ ALLSTAR
  - ザ・キング・オブ・ファイターズXV（DLCキャラクター）
- SNK VS. CAPCOM SVC CHAOS（乱入キャラクターかつ隠しキャラクターとして登場）
- SNK VS. CAPCOM 激突カードファイターズ（個別キャラクターカードとして）
- Days of Memories 2 〜僕の一番大切な君へ〜

## 担当声優
ゲーニッツ
- 島よしのり（『'96』 - 『2002』）
- 赤城進（『XV』、アニメ『THE KING OF FIGHTERS:DESTINY』、アプリ『THE KING OF FIGHTERS ALLSTAR』）
- 安元洋貴（アプリ『THE KING OF FIGHTERS for GIRLS』）

ゲーニッツ（女）
- 田村茜音（アプリ『THE KING OF FIGHTERS'98 ULTIMATE MATCH ONLINE』）
- 上田麗奈（アプリ『THE KING OF FIGHTERS ALLSTAR』）

## 関連人物
- 草薙京 - オロチ一族の宿敵
- 八神庵 - オロチ一族の宿敵、オロチ一族の力を宿した者
- 神楽ちづる - オロチ一族の宿敵、双子の姉のマキを殺害
- オロチ - オロチ一族の長
- 七枷社 - オロチ八傑集四天王、同志
- シェルミー - オロチ八傑集四天王、同志
- クリス - オロチ八傑集四天王、同志、オロチの依り代
- マチュア - オロチ八傑集、部下的存在
- バイス - オロチ八傑集、部下的存在
- ガイデル - オロチ八傑集の意思のみ受け継いだ者
- レオナ・ハイデルン - オロチ八傑集の力を受け継いだ者
- ルガール・バーンシュタイン - 敵対者、オロチの力を狙った代償に右目を潰す
- 巳沢雫 - 教え子、オロチの依り代